# Саттон, Сэм
Сэм Харри Саттон (англ. Sam Harry Sutton; род. 10 декабря 2001, Окленд) — новозеландский футболист, защитник клуба «Веллингтон Феникс» и сборной Новой Зеландии. Участник Олимпийских игр 2020 и 2024 годов.

## Клубная карьера
Саттон — воспитанник клубов «Ист Кост Бэйс» и «Веллингтон Феникс». 21 декабря 2019 года в матче против «Сиднея» он дебютировал в A-Лиге в составе последних. 5 мая 2022 года в поединке против «Уэстерн Сидней Уондерерс» Сэм забил свой первый гол за «Веллингтон Феникс».

## Международная карьера
В 2020 году Саттон в составе олимпийской сборной поехал на Олимпийские игры в Токио. На турнире он был запасным и на поле не вышел.
18 июня 2024 года в матче ОФК Кубка против сборной Соломоновых Островов Саттон дебютировал за сборную Новой Зеландии.
В 2024 году Саттон был включён в заявку олимпийской сборной Новой Зеландии на участие в Олимпийских играх в Париже. На турнире он сыграл в матчах против команд Гвинеи, США и Франции.